# 七氧化二氯
七氧化二氯是一种氯的氧化物，化学式为Cl2O7，是高氯酸的酸酐。可由高氯酸与五氧化二磷反应製得。
{\displaystyle {\ce {2HClO4 + P4O10 -> Cl2O7 + H2P4O11}}}
它也可以由氯气和臭氧反应而成。七氧化二氯会慢慢水解成高氯酸, 不在水溶液里的高氯酸也是很危险的。

## 结构
Cl2O7是吸热化合物，意味着它本质上不稳定，会分解为其组成元素，并释放能量：
{\displaystyle {\ce {2Cl2O7 -> 2Cl2 + 7O2}}} {\displaystyle \left(\Delta H^{\circ }=-132\mathrm {kcal} /\mathrm {mol} \right)}
Cl2O7的Cl−O−Cl键角为 118.6°，中间Cl−O键的键长为1.709 Å，Cl=O键长则为1.405 Å。七氧化二氯中的氯达到了最高的氧化态+7，但它其实是共价化合物。

## 反应
七氧化二氯在四氯化碳里和一级/二级胺反应，产生高氯酰胺：
{\displaystyle {\ce {2RNH2 + Cl2O7 -> 2RNHClO3 + H2O}}}
{\displaystyle {\ce {2R2NH + Cl2O7 -> 2R2NClO3 + H2O}}}
它还与烯烃反应，生成高氯酸烷基酯。举个例子，它会和丙烯四氯化碳溶液反应，生成高氯酰异丙基和1-氯-2-丙基高氯酸酯。
七氧化二氯和醇的反应会生成高氯酸酯。
七氧化二氯是一种强酸性氧化物，在溶液中与高氯酸形成平衡。

## 安全性
虽然Cl2O7是最稳定的氯的氧化物，但它仍是强氧化剂，可通过火焰、机械冲击、与碘接触而引爆。不过，它的氧化性不如其它氯的氧化物强，并且在低温时不会侵蚀硫、磷、纸。它对人体的影响与氯气相似，需要与它相同的预防措施。